# Los Pepes
Los Pepes est un terme dérivé de la phrase espagnole « Perseguidos por Pablo Escobar » (« Persécutés par Pablo Escobar ») employé pour désigner un groupe vigilante, composé des ennemis du baron de la drogue Pablo Escobar. Ce groupe a mené une guerre locale en Colombie contre Escobar du cartel de Medellín, entre 1992 et 1993 qui a pris fin avec la mort d'Escobar.

## Nom
Le nom suggère que Los Pepes ont été persécutés par Escobar, après le massacre des clans Galeano-Moncada et pour cette raison de nombreux narcotrafiquants rivaux fondèrent ce groupe. Los Pepes est financé par le cartel de Cali, rival de celui de cartel de Medellín, ainsi que par les Frères Castaño et d'autres personnes inconnues ou des groupes, y compris la Central Intelligence Agency (CIA).

## Histoire

### Liens avec des autorités
Los Pepes a peut-être eu des liens avec certains membres de la Police nationale colombienne, en particulier le Bloc de recherche. Des échanges d'informations ont eu lieu dans le cadre de leurs actions pour faire cesser les activités criminelles de Pablo Escobar. Selon les documents rendus publics par la CIA, en 2008, Miguel Antonio Gómez Padilla, directeur général de la police nationale colombienne a affirmé avoir demandé à un agent senior du renseignement (CNP) de maintenir le contact avec Fidel Castaño, le chef des paramilitaires de Los Pepes, dans le cadre de la collecte de renseignements.

### Suite
Après la mort de Pablo Escobar en 1993, plusieurs chefs de Los Pepes deviennent les chefs des Autodéfense unies de Colombie (AUC), un groupe armé qui s'est formé pour lutter aussi bien contre le cartel que les Forces armées révolutionnaires de Colombie (FARC), un groupe de guérilla marxiste. Les Frères Castaño (Carlos 1965-2004, Vicente et Fidel, qui a disparu en 1994), sont les fondateurs de plusieurs groupes paramilitaires, ainsi que les personnalités marquantes derrière la création de l'AUC.
Un autre membre de Los Pepes, Diego Murillo Bejarano, alias « Don Berna », est devenu Inspecteur général de l'AUC ainsi qu'un trafiquant de drogue notoire du Bureau de Envigado (en).
En 2006, l'Institut d'études politiques est à la recherche d'informations supplémentaires sur les liens que les agences américaines de la CIA et de la DEA entretenaient avec Los Pepes. Ils ont lancé une procédure judiciaire en vertu de la Loi de la liberté d'information contre la CIA.

## Représentations
Le livre de Mark Bowden Killing Pablo (en) met en lumière certaines des opérations de Los Pepes et décrit certaines des formes de soutien dont le groupe a bénéficié de la part de membres de la Police nationale colombienne.
Los Pepes est mis en vedette dans la saison 2 de la série télévisée de Netflix intitulée Narcos.